# Royal Palms Resort and Spa
Le Royal Palms Resort and Spa est un hôtel américain situé à Phoenix, en Arizona. Ouvert en 1948 dans un bâtiment de 1929 construit pour servir de résidence d'hiver au financier new-yorkais Delos Cooke et à son épouse Florence, cet établissement est membre des Historic Hotels of America depuis 2000. Il est géré par Hyatt Hotels.